# Frieder Günther
Frieder Günther (* 12. April 1971 in Hohengehren) ist ein deutscher Neuzeithistoriker.

## Leben
Günther studierte Neuere Geschichte, Öffentliches Recht und Neuere deutsche Literatur an den Universitäten Tübingen (M.A.) und Grenoble. 1999 arbeitete er am DFG-geförderten Sonderforschungsbereich 437 „Kriegserfahrungen. Krieg und Gesellschaft in der Neuzeit“ in Tübingen. Von 2000 bis 2002 war er Stipendiat der Begabtenförderung Cusanuswerk. Von 2002 bis 2005 war Günther wissenschaftlicher Mitarbeiter der Stiftung Bundespräsident-Theodor-Heuss-Haus in Stuttgart und wurde 2003 bei Anselm Doering-Manteuffel an der Fakultät für Philosophie und Geschichte der Universität Tübingen mit der Dissertation Denken vom Staat her. Die bundesdeutsche Staatsrechtslehre zwischen Dezision und Integration 1949–1970 zum Dr. phil. promoviert. Seine Arbeit erhielt 2003 einen Druckkostenzuschuss der Zeit-Stiftung und wurde 2004 durch die Fachzeitschrift NJW zu den fünf Büchern des Jahres gewählt. Von 2005 bis 2007 war er Bearbeiter der Edition Theodor Heuss. Stuttgarter Ausgabe. Mit einem Feodor Lynen-Stipendium der Alexander von Humboldt-Stiftung war er 2008 Post Doc am Department of History der University of North Carolina at Chapel Hill. Im Anschluss war er erneut wissenschaftlicher Mitarbeiter der Stiftung Bundespräsident-Theodor-Heuss-Haus in Stuttgart. 2013/14 und 2020 war er Visiting Lecturer an der University of California, Davis und 2014 Gastwissenschaftler am Wissenschaftszentrum Berlin für Sozialforschung (WZB). Derzeit ist er wissenschaftlicher Mitarbeiter am Institut für Zeitgeschichte (IfZ) in Berlin.
Zu Günthers Forschungsschwerpunkten gehören u. a. Wissenschafts- und Rechtsgeschichte, Politische Ideengeschichte und Biographieforschung. Er veröffentlichte u. a. in den Vierteljahrsheften für Zeitgeschichte und im Jahrbuch zur Liberalismus-Forschung.

## Schriften (Auswahl)
- Denken vom Staat her. Die bundesdeutsche Staatsrechtslehre zwischen Dezision und Integration 1949–1970 (= Ordnungssysteme. Bd. 15). Oldenbourg, München 2004, ISBN 3-486-56818-3.
- Misslungene Aussöhnung? Der Staatsbesuch von Theodor Heuss in Großbritannien im Oktober 1958 (= Stiftung Bundespräsident-Theodor-Heuss-Haus. Kleine Reihe. Bd. 14). Hrsg. durch die Stiftung Bundespräsident-Theodor-Heuss-Haus, Stuttgart 2004, ISBN 3-9807404-8-X.
- Heuss auf Reisen. Die auswärtige Repräsentation der Bundesrepublik durch den ersten Bundespräsidenten (= Wissenschaftliche Reihe der Stiftung Bundespräsident-Theodor-Heuss-Haus. Bd. 8). Steiner, Stuttgart 2006, ISBN 3-515-08819-9.
- (Hrsg./Bearb.): Heuss, Theodor. Briefe. Teil: 1892–1917. Theodor Heuss, Aufbruch im Kaiserreich. de Gruyter, Berlin/Boston, Mass. 2009, ISBN 978-3-598-25123-8.
- (Hrsg./Bearb.):  Heuss, Theodor. Briefe. Teil: 1959–1963. Theodor Heuss, Privatier und Elder Statesman. de Gruyter, Berlin/Boston, Mass. 2014, ISBN 978-3-598-25129-0.